# Cucullia consimilis
Cucullia consimilis là một loài bướm đêm trong họ Noctuidae.